# Phaiogramma
Phaiogramma is een geslacht van vlinders van de familie spanners (Geometridae), uit de onderfamilie Geometrinae.

## Soorten
- P. discessa (Walker, 1861)
- P. etruscaria (Zeller, 1849)
- P. faustinata (Millière, 1868)
- P. stibolepida (Butler, 1879)